# Szerafin (keresztnév)
A Szerafin héber → német eredetű férfinév, jelentése: tündöklő, nemes. Női párja: Szerafina.

## Névnapok
- október 12.

## Alakváltozatok
- Szeráf

## Híres Szerafinok, Szeráfok
„Szerafin” utónevű személyek szócikkeinek listája a Wikidata alapján

## További keresztnevek
- Magyar névnapok listája dátum szerint
- Magyar névnapok listája betűrendben